# The Wolfe Tones
The Wolfe Tones là một nhóm nhạc người Ailen. Họ chủ yếu chơi các bản nhạc ái quốc của Ailen, và các bài nhạc mang âm hưởng của dân ca Ailen. Tên của nhóm nhạc có hai nghĩa, nghĩa thứ nhất là đặt theo tên của Theobald Wolfe Tone, lãnh tụ của cuộc khởi nghĩa Ailen 1798, nghĩa thứ hai là tên của một loại âm thanh phát ra khi chơi các loại nhạc cụ họ vĩ cầm.

## Lịch sử
Nhóm nhạc thành lập vào khoảng tháng 8 năm 1963, khi 3 thanh niên sống gần nhà nhau ở vùng ngoại ô Dublin - hai anh em Brian và Derek Warfield, cùng với Noel Nagle - thành lập 1 nhóm nhạc. Khi nhóm chơi nhạc tại cuộc thi Fleadh Cheoil tại Elphin, quận Roscommon vào năm 1964 thì họ gặp thành viên thứ tư là Tommy Byrne.
Vào năm 1989, người đứng đầu nhóm nhạc là Derek Warfield ký một hợp đồng với một công ty phát hành băng đĩa của Hoa Kỳ. Tuy nhiên có bất đồng xảy ra giữa các thành viên và hợp đồng không thành. Năm 1995, Derek Warfield cho ra lò một album riêng mang tên là Legacy, trong đó ông đảm nhiệm vai trò ca sĩ và nhạc công Mandolin còn phần nhạc còn lại do một nhóm nhạc khác chơi. Nhạc phẩm của ông được ra đời cùng thời điểm với chuyến lưu diễn chung cả cả nhóm Wolfe Tones. Năm 2001, sau một chuyến lưu diễn ở Limerick, Derek Warfield chính thức tách nhóm. Ba người còn lại tự xưng là "cựu thành viên của The Wolfe Tones" và tiếp tục cho ra đời các album "You'll Never Beat the Irish" và "Child of Destiny".
Nhóm tiếp tục hoạt động với 3 thành viên là Brian Warfield, Noel Nagle, Tommy Byrne. The Wolfe Tones tổ chức buổi biểu diễn kỷ niệm 45 năm thành lập tại Waterfront Hall, Belfast vào ngày chủ nhật 26 tháng 10 năm 2008. Năm 2014 họ tổ chức buổi biểu diễn kỷ niệm 50 năm thành lập tại The Citywest Hotel và Conference Centre.

## Danh sách bài hát
- A Nation Once Again (2003) (Ireland #15)
- You’ll Never Beat the Irish (2002) (Ireland #19)
- World Cup Symphony (1990) (Ireland #12)
- Celtic Symphony (1989) (Ireland #14)
- Flow Liffey Water (1988) (Ireland #6)
- Flight Of Earls (1987) (Ireland #3)
- Remember Me At Christmas (1986) (Ireland #7)
- Dreams Of home (1986) (Ireland #6)
- My Heart Is In Ireland (1985) (Ireland #2)
- Janey Mac I’m Nearly Forty (1984) (Ireland #16)
- Song Of Liberty (1984) (Ireland #2)
- Merman (1983) (Ireland #23)
- Irish Eyes (1983) (Ireland #3)
- Farewell to Dublin (1983) (Ireland #11)
- Admiral William Brown (1982) (Ireland #4)
- Streets Of New York (1981) (Ireland #1)
- Fourteen Men/ the Punt (1979) (Ireland #14)
- Padraic Pearse (1979) (Ireland #4)
- Rock On Rockall (1975) (Ireland #17)
- Up and Away (1973) (Ireland #1)
- Highland Paddy (1973) (Ireland #19)
- On The Road (1972) (Ireland #20)
- Snowy Breasted Pearl (1972) (Ireland #7)
- Sliabh Na Mban (1970) (Ireland #14)
- James Connolly (1968) (Ireland #15)